# کیشور کومار
کیشور کومار با نام اصلی عباس کومار گانگولای، یک خوانندهٔ هندی بود. او به عنوان بازیگر، ترانه‌سرا، آهنگساز، تهیه‌کننده، کارگردان، فیلمنامه‌نویس و نمایش‌نامه‌نویس هم شناخته می‌شود. کومار به زبان‌های مختلفی ترانه خوانده‌است، از جمله به: زبان بنگالی، زبان هندی، زبان مرآتی، زبان آسامی، زبان گجراتی، زبان کانارا، زبان بوجپوری، زبان مالایالم و زبان اوریه. وی تا کنون به خاطر ترانه‌هایش برندهٔ ۸ جایزه شده‌است. جایزه‌ای به نام: «جایزهٔ کیشور کومار» را در هند به افتخار وی ایجاد نموده‌اند.
او در فیلم‌هایی مثل آنچه که حرکت می‌کند یک ماشین است، بلیط نیم‌بها، امواج گنگ، خانم همسایه، جومرو، کی برد؟ کی باخت؟، آقای ایکس در بمبئی، محبوب، امید، آن که رشد می‌کند ریش است و اشک و لبخند بازی کرده‌است.